# Березняки (Камчатський край)
Березняки (рос. Березняки) — селище у Єлізовському районі Камчатського краю Російської Федерації.
Населення становить 331 (2010) особу. Входить до складу муніципального утворення Новолісновське сільське поселення.

## Історія
Засноване 1935 року.
Від 1949 року належить до Єлізовського району. До 1 червня 2007 року у складі Камчатської області, відтак у складі Камчатського краю. Згідно із законом від 29 грудня 2004 року органом місцевого самоврядування є Новолісновське сільське поселення.

## Населення
| 2002 | 2010 |
| ---- | ---- |
| 368  | ↘331 |